# Latirus williamlyonsi
Latirus williamlyonsi is een slakkensoort uit de familie van de Fasciolariidae. De wetenschappelijke naam van de soort is voor het eerst geldig gepubliceerd in 2011 door Petuch & Sargent.